# Wigglesworth
Wigglesworth – wieś w Anglii, w hrabstwie North Yorkshire, w dystrykcie (unitary authority) North Yorkshire. Leży 80 km na zachód od miasta York i 314 km na północny zachód od Londynu.